# Universal Music Latin Entertainment
La Universal Music Latin Entertainment è una etichetta discografica statunitense, nonché la divisione della Universal Music Group specializzata nella distribuzione di musica latina negli Stati Uniti d'America, Messico e Porto Rico.